# 한국도예고등학교
한국도예고등학교(韓國陶藝高等學校)는 대한민국 경기도 이천시 신둔면 수남리에 있는 공립 고등학교이다.

## 학교 연혁
- 2002년 1월 14일 : 한국도예고등학교 설립인가 (6학급)
- 2002년 3월 1일 : 초대 박창래 교장 취임
- 2002년 3월 5일 : 제1회 입학식
- 2015년 3월 1일 : 한국도예고등학고 (9학급)
- 2023년 9월 1일 : 제8대 유성욱 교장 취임
- 2024년 1월 5일 : 제20회 졸업식
- 2024년 3월 4일 : 제23회 입학식

## 설치 학과
- 도예과

## 참고 자료
- 한국도예고등학교 - 한국교육학술정보원 학교알리미